# Крофордвил (Џорџија)
Крофордвил (Џорџија) (енгл. Crawfordville) град је у америчкој савезној држави Џорџија. По попису становништва из 2010. у њему је живело 534 становника.

## Демографија
Према попису становништва из 2010. у граду је живело 534 становника, што је 38 (6,6%) становника мање него 2000. године.
| Група             | 2000.       | 2010.       |
| Белци             | 237 (41,4%) | 192 (36,0%) |
| Афроамериканци    | 326 (57,0%) | 319 (59,7%) |
| Азијати           | 0 (0,0%)    | 4 (0,7%)    |
| Хиспаноамериканци | 3 (0,5%)    | 8 (1,5%)    |
| Укупно            | 572         | 534         |